# Medici
Het geslacht De' Medici (of Dei Medici) was een machtige en invloedrijke familie, die in Florence als grondlegger van het internationale bankwezen gedurende de 15e eeuw op het gebied van kunst een toonaangevende rol speelde.
De leden van de familie De' Medici hadden invloed op de kunst en de architectuur vooral in Florence. Zij bezaten onder andere het Palazzo Pitti met de Boboli-tuinen. Ook begonnen zij het museum in de Uffizi.

## Geschiedenis

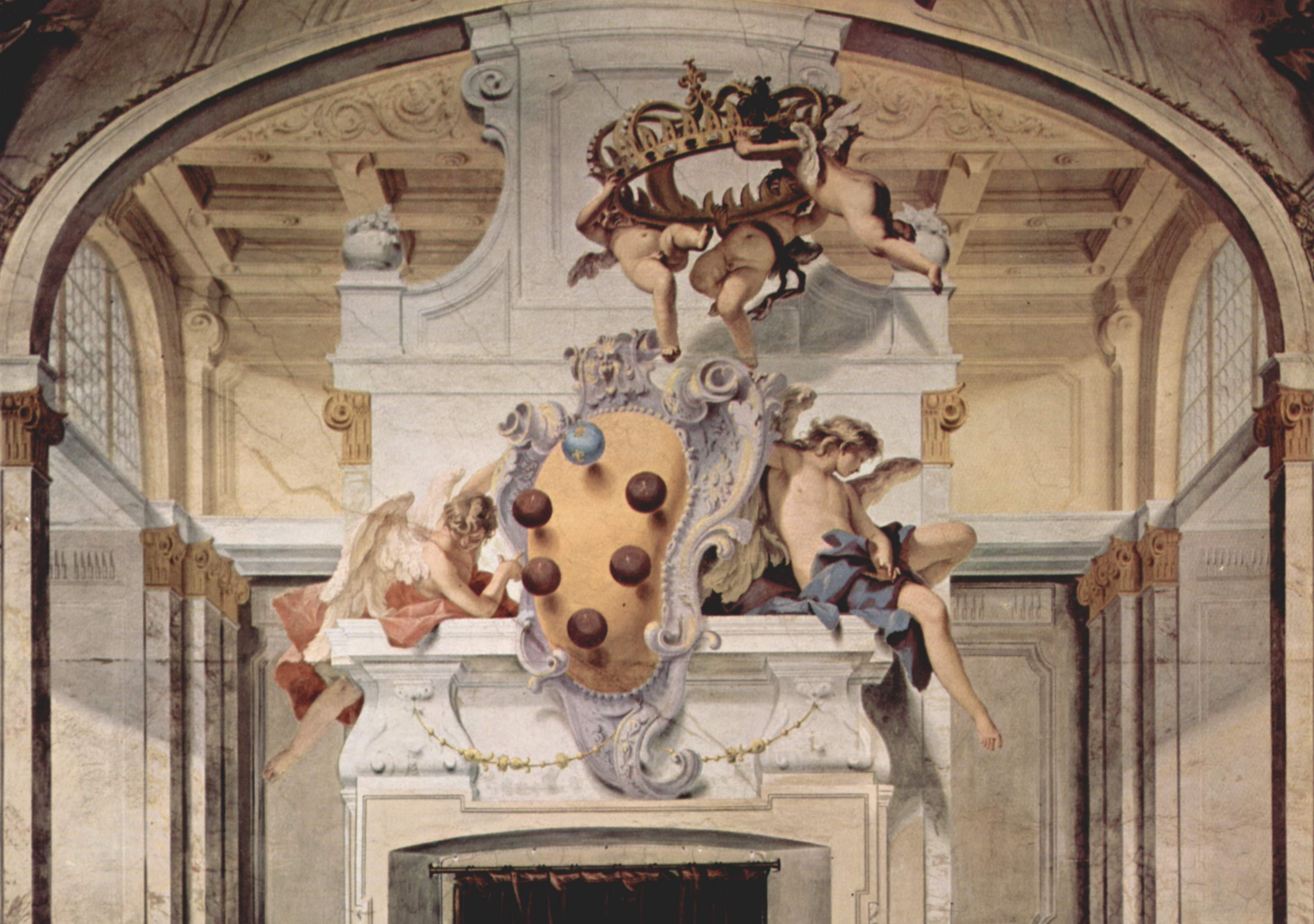
Het wapen van De' Medici in Palazzo Pitti, Florence

In 1410 werd Giovanni di Bicci de' Medici benoemd als de beheerder van het vermogen van de paus. Zijn zoon bouwde de bank internationaal uit, waardoor zij hun fortuin nog verder vergrootten. Naast Rome kwamen er filialen in Venetië, Pisa en Milaan, in Avignon, Brugge, Genève en Londen. Zij usurpeerden de macht in de Florentijnse Republiek, ondanks verschillende aanslagen, waaronder de Pazzi-samenzwering van 1478. Hun macht was het grootst onder de leiding van Lorenzo il Magnifico. Al sinds zijn grootvader waren De' Medici verzamelaars van kunst. Brunelleschi en Donatello kregen opdracht tot de bouw en versiering van de Dom in Florence. Michelangelo begon zijn opleiding als beeldhouwer in de tuinen van De' Medici. Sandro Botticelli kreeg opdrachten als kunstschilder, Giovanni Boccaccio als dichter.
Rijk geworden als wolhandelaren en als bankiers, wisten de De' Medici zich steeds meer politieke macht te verwerven. Alessandro de' Medici werd in 1531 verheven tot hertog van Florence en Cosimo I de' Medici in 1569 tot groothertog van Toscane. De familie De' Medici bracht drie pausen (Leo X, Clemens VII en Leo XI) voort, meer dan 50 kardinalen en twee koninginnen van Frankrijk (Catharina en Maria). Door veldtochten raakte koning Frans I van Frankrijk in de schulden en was hij in 1533 gedwongen zijn tweede zoon Hendrik uit te huwelijken aan zijn financiers. Maria de' Medici trouwde in 1600 met koning Hendrik IV en bracht 600.000 gouden écu's mee als bruidsschat. Aan het einde van de 17e eeuw nam de macht van de De' Medici's af. In 1737 stierf de laatste De' Medici met politieke macht (Gian Gastone). Er is nog een nevenlijn, die producten op de markt brengt onder de naam Lorenzo de' Medici. In totaal leven er nog ongeveer 25 personen met de naam De' Medici.
In de 19e eeuw schreef componist Ruggero Leoncavallo een driedelige opera over de geschiedenis van de Medici.

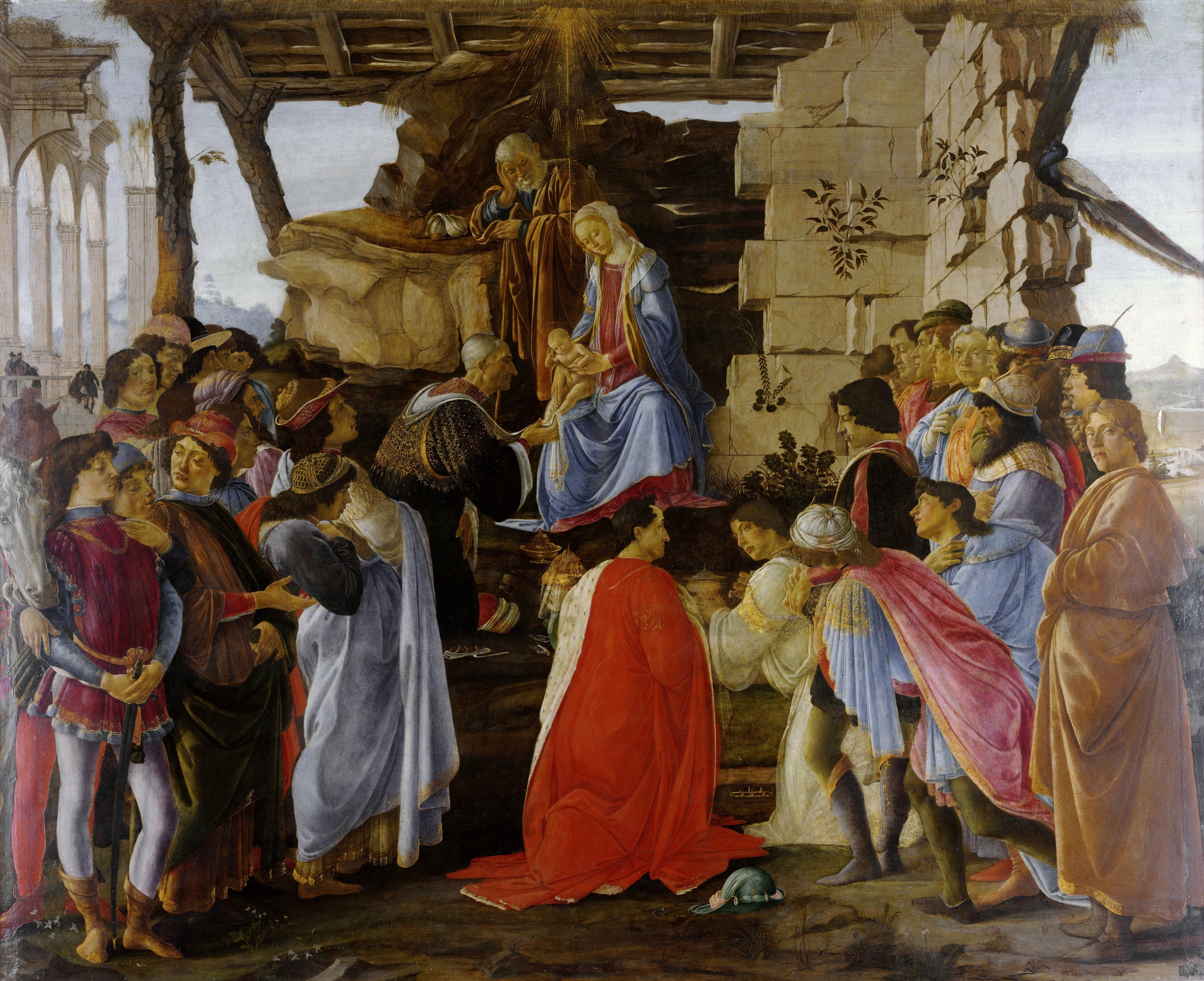
De aanbidding door de drie koningen. Afgebeeld zijn leden van de familie De' Medici: Cosimo (knielend), Piero en Giovanni (op de rug gezien en in gesprek) door Sandro Botticelli, ca. 1475

## Bekende leden
- Giovanni di Bicci (1360-1429), vanwege zijn goede betrekkingen met de paus overvleugelde hij binnen enkele jaren alle andere banken in Florence.
- Cosimo de' Medici (de Oude, 1389-1464), zoon van Giovanni di Bicci stichtte talrijke bankiershuizen in en buiten Italië.
- Piero de' Medici (de Jichtige, 1416-1469), zoon van Cosimo de Oude.
- Lorenzo I de' Medici (il Magnifico, 1449-1492) zoon van Piero I.
- Piero de' Medici (de Onfortuinlijke, 1471-1503), zoon van Lorenzo. Zijn vrouw was van mening dat bankieren een onwaardige bezigheid was.
- Giovanni de' Medici (1475-1521), werd paus Leo X (1513-1521), uitermate kunstlievend; bestempelde de inzichten van Luther als die van een Duitse drinkebroer. De gevolgen van zijn beslissing hem in de ban te doen, maakte hij niet mee, want hij stierf het jaar daarop.
- Giulio de' Medici (1478-1534), werd paus Clemens VII (1523-1534).
- Giuliano de' Medici (1479-1516), hertog van Nemours, jongste zoon van Lorenzo.
- Cosimo I de' Medici (de Grote, 1519-1574), de eerste groothertog van Toscane.
- Catharina de' Medici (1519-1589), koningin van Frankrijk; mogelijke opdrachtgeefster tot de Bartholomeusnacht. Zou haar zwager, de troonopvolger, vergiftigd hebben. Introduceerde het parfum, de aardappel, chocola en de haute cuisine in Frankrijk.
- Alessandro Ottaviano de' Medici (1535-1605), was 27 dagen paus Leo XI in 1605.
- Maria de' Medici (1573-1642), koningin en regentes van Frankrijk, smeedde een complot tegen haar zoon, die haar daarop het land uitzette. Haar bezoek in 1638 aan Amsterdam wordt als een internationale erkenning van de Republiek gezien.
- Cosimo III de' Medici (1642-1723), is bekend omdat hij in 1667/1668 en in 1669 op bezoek was in de Republiek der Nederlanden en zijn aankopen, onder andere een Rembrandt, registreerde in een dagboek.

## Familiegraf
De Medici liggen begraven in de Cappelle Medicee van de San Lorenzo in Florence.
Er vindt een onderzoek plaats naar de leefgewoonten, ziekten en doodsoorzaken van de Medici. In twee jaar tijd zullen in totaal 49 graven van Medici-telgen geopend worden in het 300 jaar oude familiegraf. Op 7 juli 2004 is een geheime crypte ontdekt met de stoffelijke resten van negen mensen, waaronder het lijk van groothertog Gian Gastone de' Medici (1671-1737), die verward en vervuild aan zijn einde kwam.

## Stamboom 1360–1675
- Giovanni di Bicci (1360-1429)

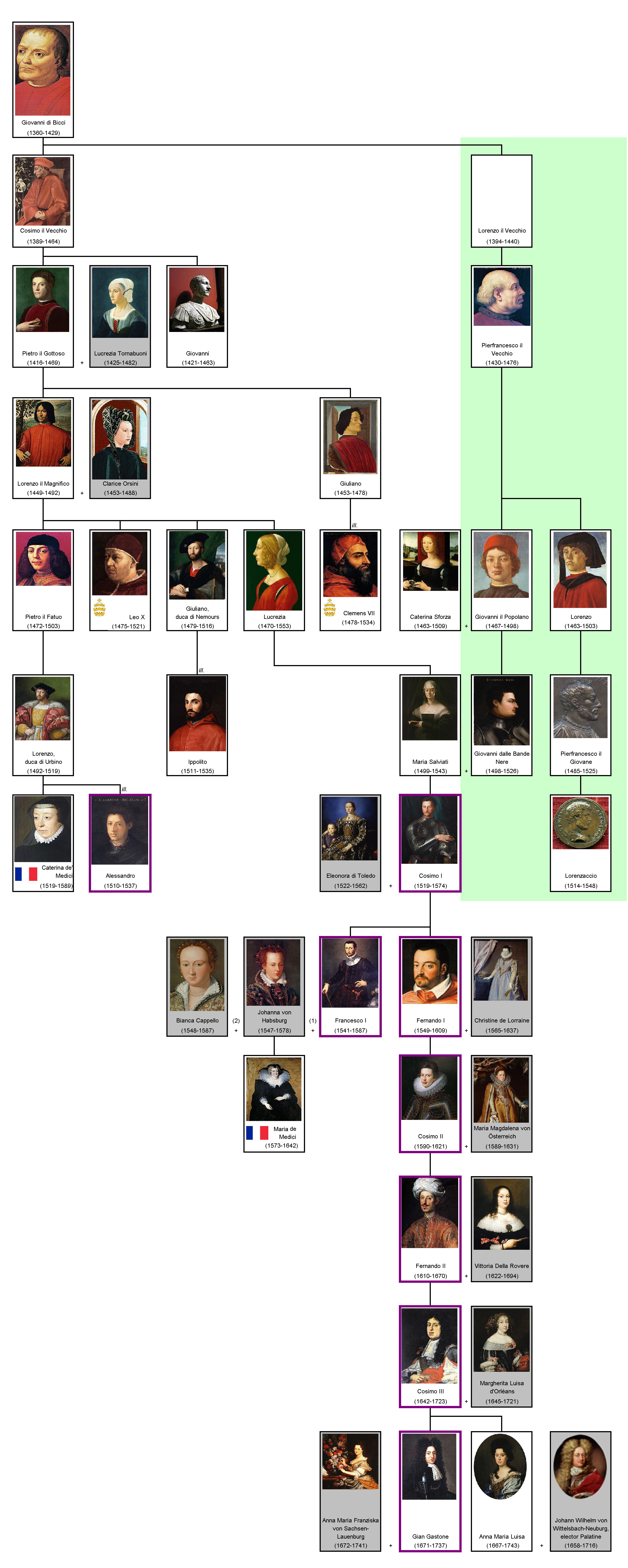
Stamboom van de Medici

  - Cosimo de' Medici (de Oude) (1389-1464)
    - Piero de' Medici (de Jichtige) (1416-1469)
      - Giuliano de' Medici (1453-1478)
        -  Giulio de' Medici (1478-1534), paus Clemens VII (1523-1534)
          -  Alessandro de' Medici (de Moor) (1510-1537), hertog van Toscane
            - Giulio de' Medici (ca. 1533-1600)
            -  Giulia de' Medici (ca. 1535-1588)

      -  Lorenzo de' Medici (il Magnifico) (1449-1492)
        - Lucrezia de' Medici (1470-1550)
          - Maria Salviati (1499-1543), vrouw van Giovanni dalle Bande Nere (de' Medici)
          -  Francesca Salviati (1491-??)
            -  Alessandro Ottaviano de' Medici (1535-1605), paus Leo XI (1605)

        - Piero de' Medici (de Onfortuinlijke) (1472-1503)
          -  Lorenzo di Piero de' Medici (1492-1519), hertog van Urbino
            -  Catharina de' Medici (1519-1589), vrouw van Hendrik II van Frankrijk

        - Maddalena de' Medici (1473-1528)
        - Giovanni de' Medici (1475-1521), paus Leo X (1513-1521)
        - Giuliano de' Medici (1479-1516), hertog van Nemours
          -  Ippolito de' Medici (1511-1535), kardinaal

        -  Contessina de' Medici (1478-1515), vrouw van Piero Ridolfi

    - Giovanni de' Medici (1421-1463)
    -  Carlo de' Medici (1430-1492)

  -  Lorenzo de' Medici (de Oude) (1395-1464)
    -  Pierfrancesco de' Medici (de Oude) (1430-1476)
      - Lorenzo di Pierfrancesco de' Medici (1463-1503), heer van Piombino
        -  Pierfrancesco de' Medici (de Jonge) (1487-1525)
          - Laudomia de' Medici (1510-1558)
          - Lorenzino de' Medici (1514-1548) (ook bekend als Lorenzaccio)
          - Giuliano de' Medici (ca. 1520-1588)
          -  Maddalena de' Medici (?-1583)

      -  Giovanni de' Medici il Popolano (1467-1498)
        -  Giovanni dalle Bande Nere (1498-1526)
          -  Cosimo I de' Medici (1519-1574), groothertog van Toscane
            - Francesco I de' Medici (1541-1587), groothertog van Toscane
              - Eleanora de' Medici (1567-1611)
              - Maria de' Medici (1575-1642), koningin van Frankrijk, vrouw van Hendrik IV
              -  Antonio de' Medici (1576-1621)

            - Isabella de' Medici (1542-1576)
            - Giovanno de' Medici (1543-1562), bisschop van Pisa en kardinaal
            - Lucretia de' Medici (1545-1562), vrouw van Alfonso II d'Este, hertog van Ferrara en Modena
            - Ferdinando I de' Medici (1549-1609), groothertog van Toscane
              - Cosimo II de' Medici (1590-1621), groothertog van Toscane
                - Ferdinando II de' Medici (1610-1670), groothertog van Toscane
                  -  Cosimo III de' Medici (1642-1723), groothertog van Toscane
                    - Ferdinando de' Medici (1663-1713)
                    - Anna Maria Luisa de' Medici (1667-1743)
                    -  Gian Gastone de' Medici (1671-1737), groothertog van Toscane

                - Giovanno Carlo de' Medici (1611-1663), bisschop van Sabina
                - Margherita de' Medici (1612-1675), vrouw van Odoardo I Farnese, graaf van Parma
                - Anna de' Medici (1616-1676), vrouw van aartshertog Ferdinand Karl van Oostenrijk
                -  Leopoldo de' Medici (1617-1675), kardinaal

              -  Claudia de' Medici (1604-1648), vrouw van aartshertog Leopold V van Oostenrijk

            - Pietro de' Medici (1554-1604)
            -  Virginia de' Medici (1568-1615), vrouw van Cesare d'Este, hertog van Modena

## Televisie
- De familie is het onderwerp van de televisieserie Medici.